# Alianza País (Repubblica Dominicana)

Alleanza Paese (in spagnolo Alianza País) è un partito politico di orientamento socialdemocratico fondato in Repubblica Dominicana nel 2011.

## Storia
Il presidente del partito politico è presieduto da Guillermo Moreno García, dal 2011.
In occasione delle elezioni presidenziali del 2012 la formazione ha sostenuto la candidatura di García, che ha ottenuto l'1,4% dei voti.
Il partito è dato in forte ascesa in vista delle elezioni generali del 2016 eleggendo un solo deputato per la Camera dei Deputati.

## Risultati elettorali
| Elezione          | Elezione | Voti   | %    | Seggi   |
| ----------------- | -------- | ------ | ---- | ------- |
| Parlamentari 2016 | Camera   | 63.073 | 1,47 | 1 / 190 |
| Parlamentari 2016 | Senato   | 63.073 | 1,47 | 0 / 32  |

| Elezione           | Elezione | Candidato               | Voti   | %    | Esito         |
| ------------------ | -------- | ----------------------- | ------ | ---- | ------------- |
| Presidenziali 2012 | I turno  | Guillermo Moreno García | 62.290 | 1,37 | ❌ Non eletto |
| Presidenziali 2016 | I turno  | Guillermo Moreno García | 84.399 | 1,83 | ❌ Non eletto |